# Catocala electa
« Élue » redirige ici. Pour la personnalité politique, voir Élection.
Espèce
L'Élue (Catocala electa) est une espèce de lépidoptères de la famille des Erebidae.

## Description

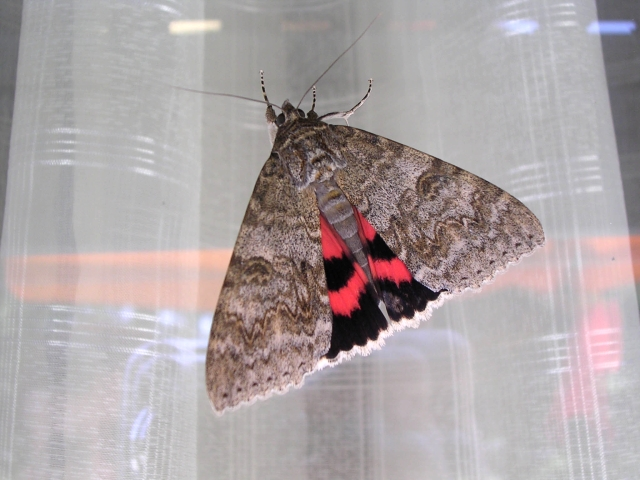
Élue se préparant à l'envol

L'envergure des imagos varie de 65 à 80 mm. Posée sur les écorces, ailes supérieures repliées, cette espèce, comme les autres de ce genre, est très mimétique.

## Distribution
Eurasiatique, de l'Europe (rare visiteur dans les îles Britanniques), jusqu'à la Corée.

## Biologie
Les adultes volent de juillet à septembre, ils fréquentent des régions de basse altitude, boisées de forêts mixtes humides où se trouvent les plantes nourricières de la chenille : saules et peupliers. C'est une espèce univoltine.